# Isla del Rey

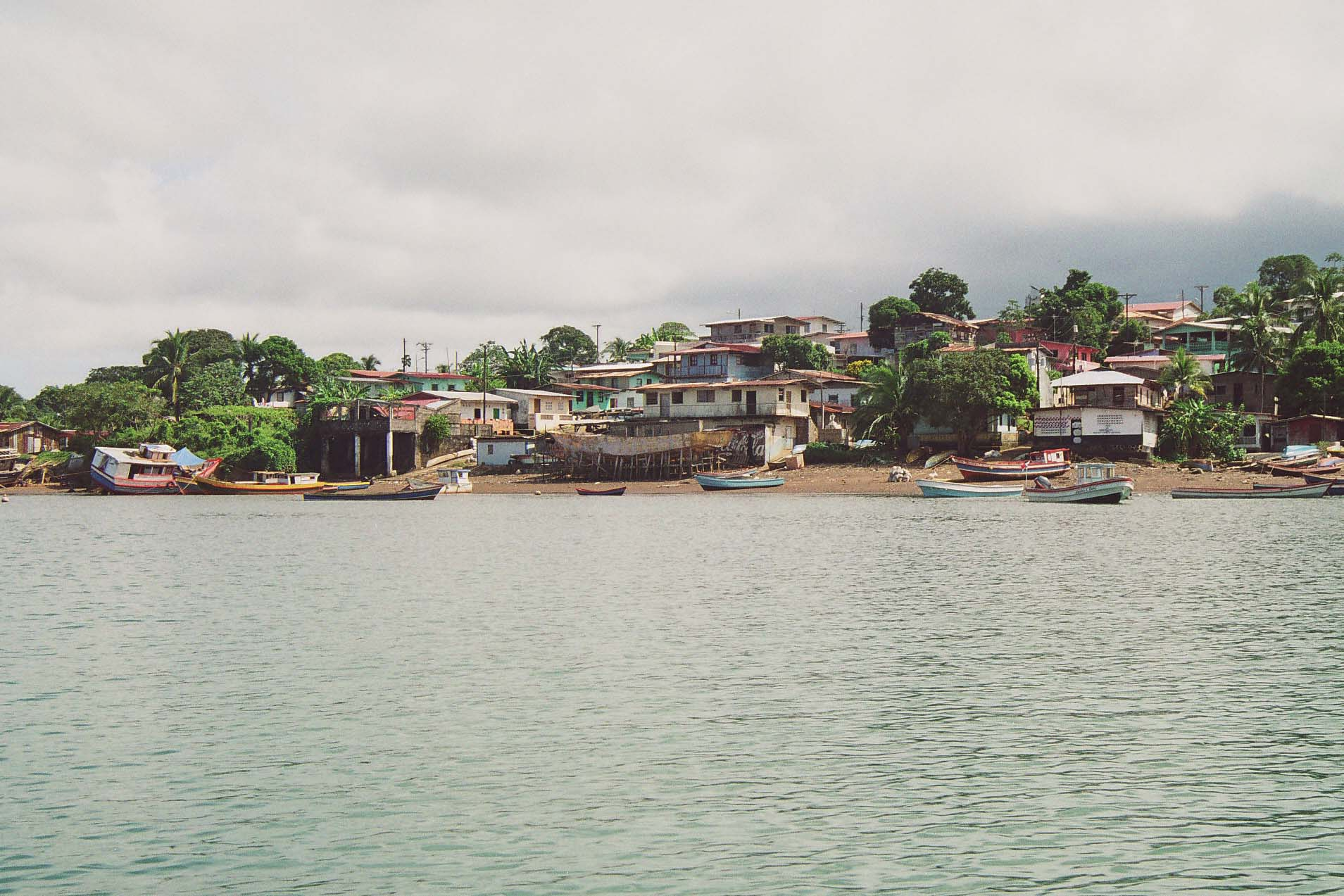
San Miguel na Isla del Rey

Isla del Rey – największa wyspa w archipelagu Wysp Perłowych w Zatoce Panamskiej (część Oceanu Spokojnego). Współrzędne geograficzne: 8°22′N 78°54′W/8,366667 -78,900000. Najwyższy punkt na wyspie wznosi się na wysokość 221 m n.p.m. Pod względem administracyjnym należy do prowincji Panamá. Najważniejszą miejscowością na wyspie jest San Miguel, które zamieszkuje około 700 mieszkańców. Isla del Rey to druga pod względem powierzchni, po wyspie Coiba, wyspa Panamy.
Wyspa została odkryta w 1513 przez Vasco Núñeza de Balboa podczas jego pierwszej wyprawy na Ocean Spokojny. Nadał wówczas wyspie nazwę Isla Rica, czyli „bogata wyspa”. Obecna nazwa oznacza „wyspa króla” i odnosi się najprawdopodobniej do Chrystusa Króla.
Wyspa znana jest ze swoich plaż.